# Marie Bydžovská-Komínková
Marie Bydžovská-Komínková (rozená Komínková, 20. února 1876 Veselí nad Lužnicí – 27. května 1969 tamtéž) byla česká historička, regionální badatelka, spisovatelka, překladatelka z francouzštiny, sufražetka a feministka. Stala se roku 1903 jednou z prvních promovaných doktorek na Filosofické fakultě Karlo-Ferdinandovy univerzity a jednou z prvních Češek, které dosáhly vysokoškolského vzdělání. Posléze se provdala za matematika a rektora Univerzity Karlovy Bohumila Bydžovského.

## Život

### Mládí a studia
Narodila se ve Veselí nad Lužnicí. Po absolvování měšťanské školy na Žižkově začala studovat v Praze na nově otevřeném (1890) prvním soukromém dívčím gymnáziu ve střední Evropě Minerva. Komínková se chtěla věnovat lékařství, proto roku 1896 přestoupila na chlapecké Akademické gymnázium, kde maturovala roku 1898.
Následně začala studovat historii, geografii a filosofii na Filosofické fakultě Karlo-Ferdinandovy univerzity v Praze. Až do roku 1900 docházely dívky na přednášky na hospitační studium (bez statutu řádné posluchačky); v roce 1900 bylo novým zákonem dívkám umožněno skládat zkoušky za celou dosavadní dobu studia. První absolventkou Karlo-Ferdinandovy univerzity se pak roku 1902 stala lékařka Anna Honzáková, spolužačka Komínkové z Minervy. 30. května 1903 pak úspěšně zakončila doktorandské studium, mj. u profesorů Jaroslava Golla, Tomáše Masaryka a Drtiny, a získala titul PhDr..
Provdala se za matematika Bohumila Bydžovského, s manželem žili v Praze. Následně začala užívat zdvojené příjmení. Ve své vědecké práci se zabývala především regionální historií rodného Veselí nad Lužnicí a přilehlých regionů. Rovněž se věnovala překladatelské činnosti z francouzštiny. Manžel Bohumil působil v letech 1946–1947 v pozici rektora Univerzity Karlovy.

Autorská díla, editor a překlady
Život sv. Františka z Assisi / Pavel Sabatier ; z ital.orig.přel. M.Komínková
Mag. Joannis Hus Super IV sententiarum.  [I.-II.], editorka

### Úmrtí
Marie Bydžovská-Komínková zemřela 27. května 1969 ve Veselí nad Lužnicí ve věku 93 let. Ve stejném roce zemřel také její manžel Bohumil. Společně byli pochováni v rodinné hrobce na Olšanských hřbitovech.